# The Diplomat (magazine)
Pour les articles homonymes, voir The Diplomat.
The Diplomat est un magazine d'information international en ligne qui couvre la politique, la société et la culture dans la région Asie-Pacifique.
Il est tout d'abord basé à Tokyo au Japon, puis à Washington aux États-Unis.

## Historique
The Diplomat a été publié pour la première fois en 2002 en Australie. En 2004, The Diplomat appartient à la presse écrite  comme un bimensuel avec une vente d'environ 11 500 exemplaires, principalement à un lectorat supérieur : des hommes d'affaires, des fonctionnaires du gouvernement et des universitaires.
The Diplomat a été acquis par James Pach, par l'intermédiaire de sa société Trans-Asia Inc., en décembre 2007. James Pach a assumé le rôle de l'éditeur exécutif et a embauché l'ancien rédacteur en chef de Penthouse, Ian Gerrard, pour mettre à jour sa présentation. Néanmoins, l'édition imprimée a continué de subir des pertes importantes et The Diplomat est finalement devenu un journal exclusivement en ligne en août 2009. Son bureau de Sydney a été fermé et son siège a été déplacé à Tokyo. Jason Miks a été nommé rédacteur en chef en septembre 2009 et Ulara Nakagawa a été nommé rédacteur associé. Selon son propriétaire James Pach : « la demande de reportage sérieux est en hausse, mais la question reste son vecteur. Je ne pense pas que The Diplomat sera le dernier magazine dans son genre à décider que les incertitudes de la concurrence dans un marché Web bondé sont plus attrayantes que les certitudes des pertes liées à l'impression ». The Diplomat a la réputation d'accueillir des rédacteurs de qualité comme Minxin Pei, Richard Weitz ou Meir Javedanfar. Selon son rédacteur en chef Jason Miks : « Nous avons la chance d'avoir une grande équipe de correspondants réguliers disséminés dans l'ensemble de la région, ainsi que des contributeurs invités qui appartiennent aux dirigeants actuels et anciens, les principaux analystes de l'Asie et des écrivains de classe mondiale ».

## Reconnaissances
En décembre 2010, le compilateur (agrégation web) de nouvelles en ligne RealClearWorld (RCW) a cité The Diplomat comme l'un des cinq premiers sites de nouvelles mondiales pour l'année 2010. En 2011, RealClearWorld évoque à nouveau The Diplomat comme l'un de ses cinq meilleurs sites de nouvelles mondiales. Le seul autre site Web qui a fait l'objet d'une citation de RCW pendant deux années consécutives est The National Interest.